# J album
《J album》은 KinKi Kids의 11번째 앨범이다. 2009년 12월 9일 발매. 최고 순위는 1위이다.
J album의 'J'는 트럼프의 'JACK'(Jack는 트럼프의 11번째 카드), 다음의 DECADE(20주년)를 향한 여행 'Journey', 원점을 잊지않고, 단지('Just') 순수하게 라는 의미이다.

## 수록곡
1. スワンソング
작사: 松本隆(마츠모토 타카시)　작곡: 瀬川浩平(세가와 코헤이)　편곡: ha-j
KinKi Kids의 29번째 싱글
2. 宝石をちりばめて
작사: 久保田洋司(쿠보타 나다츠카사)　작곡: 林田健司(하야시다 켄지)　편곡: CHOKKAKU
3. 足音
작사: 秋元康(아키모토 야스시)　작곡: yamazo　편곡: 石塚知生(이시즈카 토모오)
4. 約束
작사: 浅利進吾(아사리 싱고)　작곡: 加藤裕介(카토 유스케)　편곡: 加藤裕介(카토 유스케)/家原正樹(이에하라 마사키)
KinKi Kids의 28번째 싱글
5. つばさ -little wing-
작사: Satomi　작곡: 織田哲郎(오다 테츠로)　편곡: 家原正樹(이에하라 마사키)
6. walk on...
작사: Gajin　작곡: 鈴木盛広(스즈키 모리히로)　편곡: 岩田雅之(이와타 마사유키)
7. Secret Code
작사: Satomi　작곡: 井上日徳(이노우에 닛토쿠)　편곡: 井上日徳(이노우에 닛토쿠)/堂島孝平(토지마 코헤이)
KinKi Kids의 27번째 싱글
도모토 쯔요시 주연 「33分探偵(33분탐정)」(2008-2009년) 주제곡
8. 憂鬱と虹
작사: 村野直球(무라노 나오타마)　작곡: 成海カズト(나루미 카즈토)　편곡: 石塚知生(이시즈카 토모오)
9. I will
작사: ma-saya　작곡: Quadraphonic　편곡: 岩田雅之(이와타 마사유키)
10. Missing
작사: 新美香(아라타 미카)　작곡: Anna Engh/Fredrik“Figge”Bostrom(en:Figge Boström)　편곡: CHOKKAKU
11. 風のソネット
작사: 浅田信一(아사다 신이치)　작곡: 大智(다이치)　편곡: 神坂享輔(카미사타 쿄스케)

- 통상반 수록
12. 愛について
 작사: 紅茉來鈴 작곡: 萩原和樹(하기와라 카즈키) 편곡: 安部潤(아베 준)